# 弦楽四重奏のための4つの小品 (メンデルスゾーン)
弦楽四重奏のための4つの小品 作品81 は、フェリックス・メンデルスゾーンが作曲した弦楽四重奏のための小品集。折々に書かれた楽曲が作曲者の死後にまとめて出版された曲集である。

## 概要
1849年に出版された。これはメンデルスゾーンの作品を出版していた会社が彼の遺稿を抱き合わせにした形で、各曲はさまざまな時期に書かれていた楽曲だった。
作曲時期が最も早いのが第4曲（1827年11月）である。これは作曲の練習のための楽曲であるといっても過言ではないが、まだ10代であったメンデルスゾーンの対位法への高い習熟度合が示されている。次いで早いのが第3曲（1843年）である。声部や色彩のバランス感覚にメンデルスゾーンらしさをみせるこの楽曲は、翌年に書かれることになるヴァイオリン協奏曲への習作ともみなし得る。残りの2曲はメンデルスゾーンが死去した年（1847年）に作曲された。いずれも新作の弦楽四重奏の楽章とすべく書かれたものであろうと考えられている。

## 楽曲構成
4つの楽曲で構成される。演奏時間は約18分。

### 第1曲
Tema con variazioni: Andante sostenuto 2/4拍子 ホ長調
主題と変奏。譜例1の主題に5つの変奏とコーダが続く。主題の繰り返しは行われない。
譜例1
第1変奏はヴィオラが主旋律を受け持つ。ヴィオラの活躍がこの曲中での特色となっている。第2変奏はテンポを上げて三連符による変奏となる。第3変奏はヴァイオリンによる16分音が主体となって進む。第4変奏では16分音符がチェロに引き継がれて自由な変奏が繰り広げられる。ヴァイオリンによるごく短いカデンツァ風の走句を経て6/8拍子、プレストへと転じるとホ短調の急速な第5変奏になる。元の拍子とテンポに戻ると主題を回想し、穏やかな雰囲気の中で閉じられる。

### 第2曲
Scherzo: Allegro leggiero 6/8拍子 イ短調
スケルツォ。弦楽四重奏を扱うメンデルスゾーンの技量の高さが示される。活気のある主題で開始する（譜例2）。
譜例2
16分音符の流れを各楽器で持ち回りしながら推移が行われ、ハ長調の主題に到達する（譜例3）。
譜例3
小結尾風の楽句が置かれると間もなく譜例2が再現され、譜例3もイ長調で続く。コーダでは勢いと音量をいずれも落とし、ピッツィカートを最後に幕が下ろされる。

### 第3曲
Capriccio: Andante con moto 12/8拍子 - Allegro fugato, assai vivace 4/4拍子 ホ短調
2つの部分で構成される。前半では情熱のこもった抒情が歌われる。伴奏の上にヴァイオリンが旋律を奏でる（譜例4）。
譜例4
前半部が第1ヴァイオリンの小規模なカデンツァで閉じられると、フガートによる後半部へと入る（譜例5）。第2ヴァイオリンが先行し、チェロ、ヴィオラ、第1ヴァイオリンの順で応唱を行っていく。
譜例5
フガートは最後まで勢いを保って進められ、強奏により堂々と終わりを迎える。

### 第4曲
Fuga: A tempo ordinario 4/4拍子 変ホ長調
フーガ。創意工夫が凝らされているが穏やかな雰囲気によって覆い隠されている。ヴィオラに始まり、第2ヴァイオリン、第1ヴァイオリン、チェロと続いていく（譜例6）。
譜例6
一度区切りをつけて、異なる主題によるフーガが開始される（譜例7）。
譜例7
やがて音量を抑えた中で譜例6と譜例7が同時に奏されいく。最後には長いディミヌエンドがかかり、静かな響きで曲が結ばれる。